# 25 juillet
Pour les articles homonymes, voir Vingt-Cinq-Juillet.
25 juin 25 août
Chronologies thématiques
- Croisades
- Ferroviaires
- Sports
- Disney
- Anarchisme
- Catholicisme

Abréviations / Voir aussi
- (° 1852) = né en 1852
- († 1885) = mort en 1885
- a.s. = calendrier julien
- n.s. = calendrier grégorien
- Calendrier
- Calendrier perpétuel
- Liste de calendriers
- Naissances du jour

Le 25 juillet est le 206e jour de l'année du calendrier grégorien, 207e lorsqu'elle est bissextile, il en reste ensuite 159.
Son équivalent était généralement le 7 thermidor du calendrier républicain / révolutionnaire français, officiellement dénommé jour de l'armoise (en botanique).

## Événements

### IVesiècle
- 285 : à Rome, l'empereur Dioclétien désigne Maximien comme César co-dirigeant.
- 306 : les légions romaines proclament Constantin empereur.
- 315 : l'arc de Constantin est inauguré en son honneur.

### XIIesiècle
- 1120 : un incendie au cours duquel sont tuées 1 200 personnes détruit la nef carolingienne de l'abbaye bénédictine Sainte-Marie-Madeleine de Vézelay.
- 1137 : mariage du roi de France Louis VII dit le jeune et d'Aliénor d'Aquitaine.
- 1139 : le fils Alfonso Enriques futur Alphonse Ier du Portugal de Henri de Bourgogne vainc des musulmans à la bataille d'Ourique, se déclare indépendant du Royaume de León et prend le titre de roi de Portugal (naissance du Portugal indépendant des Maures et du voisin castillan d'Espagne).

### XIIIesiècle
- 1261 : Alexis Strategopoulos reconquiert Constantinople, mettant fin à l'empire latin d'Orient.
- 1300 : après avoir été couronné roi de Bohême en 1297, dans la cathédrale de Prague, Venceslas II est couronné roi de Pologne, dans celle de Gniezno.

### XVIesiècle
- 1536 : Sebastián de Belalcázar fonde la ville de Cali, en Colombie.
- 1554 : mariage de Philippe II d'Espagne et Marie Ire d'Angleterre.
- 1567 : Diego de Losada fonde Caracas, au Venezuela.
- 1593 : Henri IV de France abjure le protestantisme, et se convertit au catholicisme pour la seconde fois.

### XVIIesiècle
- 1668 : Un violent séisme de magnitude 8,5 frappe la province du Shandong provoquant environ de 43 000-50 000 morts.

### XVIIIesiècle
- 1772 : premier partage (démembrement) de la Pologne, entre la Russie, l'Autriche et la Prusse : par le traité de Saint-Pétersbourg, la tsarine Catherine II s'entend avec le roi de Prusse Frédéric II et l'archiduchesse d'Autriche Marie-Thérèse, pour enlever à la Pologne un tiers de son territoire.
- 1792 : manifeste de Brunswick.
- 1797 : victoire espagnole, à la bataille de Santa Cruz de Tenerife, lors de la Première Coalition.
- 1799 : bataille d'Aboukir, pendant la campagne d'Égypte.

### XIXesiècle
- 1814 : victoire britannique lors de la bataille de Lundy's Lane dans le cadre de la guerre anglo-américaine de 1812.
- 1898 et 1952 : événements liés à Porto Rico commémorés ci-après in fine.

### XXesiècle
- 1909 : Louis Blériot traverse la Manche
- 1921 : création de l'union économique belgo-luxembourgeoise.
- 1934 : assassinat du chancelier autrichien Engelbert Dollfuss par des nazis autrichiens.
- 1940 : Henri Guisan, à la tête de l'armée suisse, donne le rapport du Grütli.
- 1943 : séance du Grand Conseil fasciste ; Mussolini, mis en minorité, après le vote de l'ordre du jour présenté par Dino Grandi, présente sa démission de président du Conseil au roi, qui le fait arrêter plus tard dans la journée par les carabiniers...
- 1944 : lancement de l'opération Spring, pendant la bataille de Normandie (Seconde Guerre mondiale toujours).
- 1946 : explosion Baker, sur l'atoll de Bikini, lors de l'opération Crossroads.
- 1957 : proclamation de la République de Tunisie par Habib Bourguiba.
- 1995 : 
  - les dirigeants bosno-serbes Radovan Karadžić et Ratko Mladić sont inculpés par le Tribunal pénal international pour l'ex-Yougoslavie (T.P.I.), pour génocide et crimes contre l'humanité.
  - attentat à la gare de Saint-Michel du RER B
- 1996 : l'armée burundaise, à majorité tutsie, renverse le gouvernement de coalition, et place l'ancien président Pierre Buyoya, un militaire tutsi, à la tête de l'État.
- 2000 : accident du Concorde

### XXIesiècle
- 2010 : Wikileaks publie Afghan War Diary.
- 2012 :  
  - résolution n° 2060, du Conseil de sécurité des Nations unies, sur la Somalie.
  - résolution n° 2061, du Conseil de sécurité des Nations unies, sur l'Irak.
- 2014 : Volodymyr Hroïsman est nommé premier ministre au lendemain de la démission d’Arseni Iatseniouk en Ukraine.
- 2018 : 
  - des élections législatives sont organisées au Pakistan.
  - attaques ci-après menées par l'organisation État islamique lors de la guerre civile syrienne.
- 2019 : le président élu de Tunisie Béji Caïd Essebsi meurt en fonction cinq mois avant la fin officielle de son mandat. Mohamed Ennaceur assure un intérim jusqu'au 15 septembre 2019 date d'une élection présidentielle anticipée[1].
- 2021 : le président tunisien Kaïs Saïed invoquant l'article 80 de la Constitution décide le limogeage du chef du gouvernement Hichem Mechichi ainsi que la suspension des activités du parlement et la levée de l'immunité sur tous ses membres.

## Arts, culture et religion
- 325 : clôture du Ier concile de Nicée.
- 1788 : Wolfgang Amadeus Mozart termine la composition de sa Symphonie no 40 en Sol mineur (K550).
- 1980 : sortie de l'album Back in Black du groupe de hard rock AC/DC.
- 1985 : révélation de la maladie du S.I.D.A. de l'acteur américain Rock Hudson[2].

## Sciences et techniques
- 1893 : inauguration en Grèce du canal de Corinthe, modèle du principe de la perspective pour les apprentis peintres et dessinateurs.
- 1909 : première traversée de la Manche en avion par le Français Louis Blériot, de Calais à Douvres, en 37 min.
- 1964 : l'O.R.T.F. diffuse sa première première chaîne de télévision en France.
- 1973 : lancement d'une sonde soviétique Mars 5.
- 1976 : l'orbiteur Viking 1 qui survole Mars prend le fameux cliché du « visage de Mars ».

## Économie et société
- 1842 : fin au Québec de la Société des vingt-et-un créée pour que des colons puissent aller au Saguenay–Lac-Saint-Jean « faire la pinière ». William Price rachète les parts restantes et efface les dettes des sociétaires.
- 1956 : collision entre les deux paquebots Stockholm et l'Andrea Doria.
- 1992 : ouverture de J.O. d'été à Barcelone en Catalogne.
- 1995 : attentat de Khaled Kelkal et Boualem Bensaïd sur la ligne B du RER à la station parisienne Saint-Michel.
- 2000 : à 16 h 44, deux minutes après son décollage, un Concorde de vol 4590 Air France s'écrase sur un hôtel de Gonesse jouxtant l'aéroport de Roissy-CdG dans le Val-d'Oise français, causant surtout des victimes allemandes majoritaires parmi les passagers.
- 2007 : l'équipe Rabobank décide de retirer du  Tour de France en voie d'achèvement son coureur Michael Rasmussen détenteur du maillot jaune, après le propre retrait des équipes Astana et Cofidis.
- 2018 : des attaques de l'état islamique à Soueïda en Syrie y entraînent environ 300 morts.
- 2019 : une embarcation fait naufrage au large de la Libye avec environ 400 personnes à bord dont 110 portées disparues.

## Naissances

### XVIIesiècle
- 1642 : Louis Ier de Monaco, prince souverain de Monaco de 1662 à sa mort († 3 janvier 1701).

### XVIIIesiècle
- 1788 : Jacques Marie Anatole Le Clerc de Juigné, militaire et parlementaire français († 1er avril 1845).

### XIXesiècle
- 1818 : Johann Jakob von Tschudi, diplomate, explorateur et naturaliste suisse († 8 octobre 1889).
- 1848 : Arthur Balfour, Premier ministre britannique († 19 mars 1930).
- 1871 : Enrico Gasparri, cardinal italien de la Curie romaine († 20 mai 1946).
- 1873 : Masaharu Anesaki, philosophe et religiologue japonais († 23 juillet 1949).
- 1875 : Elsie Low, botaniste et enseignante néo-zélandaise († 14 février 1909).
- 1876 : Élisabeth en Bavière, reine consort des Belges († 23 novembre 1965).
- 1884 : Eleonora Maturana, religieuse carmélite argentine († 28 janvier 1931).
- 1890 : Virginie Hériot, navigatrice française, championne olympique en 1928 († 28 août 1932).
- 1893 : Carlo Confalonieri, cardinal italien de la Curie romaine († 1er août 1986).
- 1894 : 
  - Walter Brennan, acteur américain († 21 septembre 1974).
  - Gavrilo Princip, anarchiste serbe († 28 avril 1918).
  - Yvonne Printemps, actrice et chanteuse française († 18 janvier 1977).

### XXesiècle
- 1905 : Elias Canetti, écrivain britannique d’origine bulgare († 14 août 1994).
- 1906 : Johnny Hodges, saxophoniste de jazz américain († 11 mai 1970).
- 1908 : le révérend père Ambroise-Marie Carré, religieux dominicain et académicien français († 15 janvier 2004).
- 1916 : Lucien Saulnier, homme politique québécois († 22 juin 1989).
- 1917 : 
  - Fritz Honegger, homme politique suisse († 4 mars 1999).
  - Edouard Lizop, militant catholique français († 21 novembre 1995).
- 1920 : Rosalind Franklin, physico-chimiste britannique († 16 avril 1958).
- 1925 : 
  - Charmion King, actrice canadienne († 6 janvier 2007).
  - Jerry Paris, acteur, réalisateur et producteur américain († 31 mars 1986).
- 1926 : Leonid Denysenko, artiste australien.
- 1927 : Daniel Ceccaldi, acteur français († 27 mars 2003).
- 1929 : Judd Buchanan, homme politique canadien.
- 1930 :
  - Maureen Forrester, contralto canadienne († 16 juin 2010).
  - Alice Parizeau, romancière, journaliste et essayiste québécoise d’origine polonaise († 30 septembre 1990).
- 1932 : Paul J. Weitz, astronaute américain († 23 octobre 2017).
- 1934 :
  - Don Ellis, trompettiste américain († 17 décembre 1978).
  - Claude Zidi, réalisateur et scénariste français.
- 1935 :
  - Coqueline Courrèges (Jacqueline Courrèges-Barrière dite), couturière et cofondatrice de la maison "Courrèges", développeuse de concepts de véhicules électriques.
  - Barbara Harris, actrice américaine († 21 août 2018).
  - Gilbert Parent, homme politique canadien († 3 mars 2009).
  - Larry Sherry (en), lanceur de baseball américain († 17 décembre 2006).
- 1936 :
  - Glenn Murcutt, architecte australien.
  - Andrés Vásquez, matador espagnol.
- 1937 : Axel Ganz, patron de presse allemand francophone.
- 1940 : Lourdes Grobet, photographe mexicaine.
- 1941 :
  - Manny Charlton, guitariste écossais du groupe Nazareth.
  - Raoul Ruiz, réalisateur franco-chilien († 19 août 2011).
- 1944 : Jim McCarty, batteur et chanteur britannique du groupe The Yardbirds.
- 1946 : Ljupka Dimitrovska / Љупка Димитровска (mk), chanteuse vieille-yougoslavienne macédonienne croate († 3 octobre 2016).
- 1947 : Jean-Paul Coche, judoka français.
- 1951 :
  - Jacques Legros, présentateur de télévision et journaliste français.
  - Verdine White, bassiste américain du groupe Earth, Wind and Fire.
- 1953 : Frédéric Norbert, acteur, chanteur, comédien de doublage et danseur français.
- 1954 :
  - Walter Payton, joueur de football américain († 1er novembre 1999).
  - Jürgen Trittin, personnalité politique allemande.
- 1956 : Patrick de Radiguès, pilote de moto puis skipper belge.
- 1957 :
  - Daniel W. Bursch, astronaute américain.
  - Steve Podborski, skieur alpin canadien.
- 1958 :
  - Karl-Heinz Förster, footballeur puis agent de joueurs allemand.
  - Thurston Moore, guitariste et chanteur américain du groupe Sonic Youth.
  - Pierre Sled, journaliste sportif français.
  - Nicolas Souchu, évêque catholique français, évêque d'Aire et Dax.
- 1961 : Katherine Kelly Lang, actrice américaine.
- 1962 :
  - Carin Bakkum, joueuse de tennis néerlandaise.
  - Charlotte Besijn, actrice et danseuse néerlandaise.
  - Étienne Leenhardt, journaliste français.
- 1963 :
  - Olivier Chiabodo, animateur de télévision français.
  - Denis Coderre, homme politique canadien.
- 1964 : Tony Granato, joueur et entraîneur américain de hockey sur glace.
- 1965 :
  - Illeana Douglas, actrice, réalisatrice, scénariste et productrice américaine.
  - Dzifa Gomashie, actrice, productrice, scénariste et femme politique ghanéenne.
- 1966 : Lynda Lemay, chanteuse québécoise.
- 1967 : Matt LeBlanc, acteur américain.
- 1969 :
  - Jon Barry, basketteur américain.
  - Mike Hezemans, pilote de courses automobile néerlandais.
  - Éric Judor, acteur français.
  - Paolo Kessisoglu, acteur et présentateur italien.
  - Charles Lafortune, acteur et animateur de radio et de télévision québécois.
- 1971 :
  - Grégory Allione, officier sapeur-pompier professionnel et homme politique français.
  - Billy Wagner, lanceur de baseball américain.
- 1972 : Héctor Vinent, boxeur cubain, champion olympique.
- 1974 :
  - Laurent Kerusoré, acteur français.
  - Gareth Thomas, rugbyman gallois.
- 1975 :
  - Isabelle Blanc, snowboardeuse française.
  - Ievgueni Nabokov, hockeyeur sur glace russe.
- 1976 :
  - Venio Losert, handballeur croate.
  - Tera Patrick, actrice américaine.
  - Javier Vázquez, lanceur de baseball portoricain.
- 1978 :
  - Louise Brown, premier bébé-éprouvette, née en Grande-Bretagne.
  - Sébastien Jasaron, basketteur français.
- 1979 : Ariane Hingst, footballeuse allemande.
- 1980 :
  - Diam's, chanteuse de rap française.
  - Valérian Sauveplane, tireur à la carabine français.
  - Toni Vilander, pilote de courses automobile finlandais.
- 1982 : 
  - Alonzo, rappeur français.
  - Brad Renfro, acteur américain († 15 janvier 2008).
- 1984 : Jean-Eudes Demaret, cycliste français.
- 1985 :
  - James Lafferty, acteur américain.
  - Guillaume Levarlet, cycliste sur route français.
  - Nelson Piquet Jr, pilote automobile brésilien.
  - Sandy Scordo, karatéka française.
  - Patric Scott, auteur-compositeur-interprète et acteur suisse.
  - Michael Wall, hockeyeur sur glace canadien.
- 1986 :
  - Robert Dietrich, hockeyeur sur glace germano-russe († 7 septembre 2011).
  - Hulk, footballeur brésilien.
- 1988 :
  - Paulinho, footballeur brésilien.
  - John Peers, joueur de tennis australien.
- 1989 :
  - Jérémy Darras, handballeur français.
  - Bradley Wanamaker, basketteur américain.
- 1990 :
  - Nacer Bouhanni, cycliste sur route français.
  - Alexianne Castel, nageuse française.
- 1994 :
  - Bianka Buša, joueuse de volley-ball serbe.
  - Ndèye Coumba Diop, taekwondoïste sénégalaise.
- 1995 : María Sákkari, joueuse de tennis grecque.
- 2000 : 
  - Mason Cook, acteur américain.
  - Meg Donnelly, actrice et chanteuse américaine.
  - Zhang Hao, chanteur chinois.

### XXIesiècle
- 2001 : Bryce Young, joueur de foot U.S américain.
- 2002 : 
  - Adam Hložek, footballeur tchèque.
  - Alperen Şengün, basketteur turc.
- 2005 : Pierce Gagnon, acteur américain.

## Décès

### VIIesiècle
- 610 : Glossinde, religieuse bénédictine messine des VIe et VIIe siècles, fondatrice à Metz de l'abbaye éponyme Sainte-Glossinde, canonisée comme sainte catholique ci-après in fine fêtée (° v. 580).

### XIIesiècle
- 1195 : Herrade de Landsberg, abbesse de Hohenbourg, auteur de l'Hortus Deliciarum (° entre 1125 et 1130).

### XVIesiècle
- 1564 : Ferdinand Ier de Habsbourg, frère, et successeur de Charles Quint comme empereur du Saint-Empire romain germanique, de 1558 à 1564 (° 10 mars 1503).

### XVIIIesiècle
- 1794 : André Chénier (André Marie de Chénier), poète français (° 30 octobre 1762).

### XIXesiècle
- 1816 : Charles de Bernard de Marigny, officier de marine et aristocrate français (° 1er février 1740).
- 1834 : Samuel Taylor Coleridge, poète et critique britannique (° 21 octobre 1772).
- 1842 : Dominique-Jean Larrey, médecin français, père de la médecine d'urgence (° 7 juillet 1766).
- 1843 : Charles Macintosh, inventeur et chimiste écossais (° 29 décembre 1766).
- 1865 : James Barry (James Miranda Stuart Barry né(e) Margaret Ann Bulkley dit(e)), chirurgien(ne) militaire de l'armée britannique (° entre 1789 & 1799).
- 1886 : Eugène-Pierre de Fontaine, homme politique français (° 15 mai 1825).

### XXesiècle
- 1934 : 
  - François Coty, industriel français (° 3 mai 1874).
  - Engelbert Dollfuss, 14è chancelier fédéral d’Autriche (° 14 octobre 1892).
  - Nestor Makhno, anarchiste ukrainien (° 26 octobre 1888)
- 1945 : Kurt Gerstein, ingénieur allemand et militant chrétien anti-nazi (° 11 août 1905).
- 1949 : Louis Fortin, général et homme politique français (° 3 décembre 1889).
- 1961 : Emilio de la Forest de Divonne, aristocrate italien, président de la Juventus de football, de 1936 à 1941 (° 7 septembre 1899).
- 1962 : Thibaudeau Rinfret, juge à la Cour suprême du Canada (° 22 juin 1879).
- 1969 : Otto Dix, peintre expressionniste allemand (° 2 décembre 1891).
- 1972 : Lucien Nat, acteur français (° 11 janvier 1895).
- 1973 : Louis St-Laurent, 12e premier ministre du Canada (° 1er février 1882).
- 1975 : Eugen Fink, philosophe allemand (° 11 décembre 1905).
- 1976 : Roland Terrier, capitaine au long cours, compagnon de la Libération (° 8 juillet 1917).
- 1980 : Vladimir Vissotsky, chanteur russe (° 25 janvier 1938).
- 1982 : Harold Foster, bédéiste canado-américain (° 18 août 1892).
- 1983 : René Fallet, écrivain et scénariste français (° 4 décembre 1927).
- 1984 : 
  - Bryan Hextall, joueur de hockey sur glace canadien (° 31 juillet 1913).
  - Big Mama Thornton, chanteuse de blues américaine (° 11 décembre 1926).
- 1985 : Grant Williams, acteur américain (° 18 août 1931).
- 1986 : Vincente Minnelli, réalisateur américain (° 28 février 1903).
- 1989 : Maurice Bardet, homme politique breton (° 21 juin 1903).
- 1992 : Alfred Drake, acteur et chanteur américain (° 7 octobre 1914).
- 1995 : Charlie Rich, chanteur de musique country américain (° 14 décembre 1932).
- 1996 : 
  - Maurice Gardett, acteur, animateur de radio et chanteur français (° 18 février 1922).
  - Mikaël Tariverdiev, compositeur soviétique puis russe (° 15 août 1931).
  - Howard Vernon, acteur d’origine suisse-allemande (° 15 juillet 1908).
- 1997 : 
  - Jack M. Bickham, auteur américain (° 2 septembre 1930).
  - Ben Hogan, golfeur américain (° 13 août 1912).
- 1998 : 
  - Tal Farlow, guitariste de jazz américain (° 7 juin 1921).
  - Georges Maillols, architecte franco-rennais (° 21 avril 1913).
- 1999 : Natalia Androssova-Iskander, princesse impériale russe (° 17 février 1910).
- 2000 : 
  - Julia Pirotte, photographe de presse polonaise (° 1er janvier 1908).
  - Christian Marty, véliplanchiste et pilote d'avion (° 16 décembre 1946).

### XXIesiècle
- 2001 : Phoolan Devi, femme politique indienne (° 10 août 1963).
- 2002 : 
  - Abdurrahmân Badawî, philosophe, écrivain, traducteur et poète égyptien (° 4 février 1917).
  - Johannes Joachim Degenhardt, cardinal allemand, archevêque de Paderborn (° 31 janvier 1926).
  - Rudiger Dornbusch, économiste germano-américain (° 8 juillet 1942).
- 2003 : 
  - Ludwig Bölkow, ingénieur aéronautique allemand (° 30 juin 1912).
  - Erik Braunn, musicien américain (Iron Butterfly) (° 11 août 1950).
  - Jiří Horák, homme politique tchécoslovaque (° 23 avril 1924).
  - John Schlesinger, réalisateur britannique de Marathon Man et Macadam Cowboy (° 16 février 1926).
- 2005 : Albert Mangelsdorff, tromboniste et compositeur de jazz allemand (° 5 septembre 1928).
- 2006 : 
  - Lise Delamare, comédienne française (° 9 avril 1913).
  - Charles Haby, homme politique français (° 25 juin 1922).
- 2007 : Bernd Jakubowski, footballeur est-allemand (° 10 décembre 1952).
- 2008 : 
  - Hiram Bullock, guitariste américain (° 11 septembre 1911).
  - Johnny Griffin, saxophoniste de jazz américain (° 24 avril 1928).
  - Enzo Moser, cycliste sur route italien (° 5 novembre 1940).
  - Randy Pausch, professeur d'informatique américain (° 23 octobre 1960).
  - Herizo Razafimahaleo, homme politique malgache (° 21 février 1955).
- 2010 : Kamel Assaad, homme politique libanais (° 1932).
- 2011 : 
  - Michael Cacoyannis, réalisateur grec (° 11 juin 1922).
  - Jeret Peterson, skieur acrobatique américain (° 12 décembre 1981).
- 2013 : Bernadette Lafont, actrice française (° 28 octobre 1938).
- 2016 : Arundhati Ghose, diplomate indienne (° 25 novembre 1939).
- 2017 : Rula Quawas, universitaire et défenseuse jordanienne des droits des femmes (° 25 février 1960).
- 2019 : 
  - Anner Bylsma, violoncelliste néerlandais (° 17 février 1934).
  - Béji Caïd Essebsi, président de la République tunisienne en fin d'exercice (° 29 novembre 1926).
  - Danièle Heymann, critique de cinéma et journaliste française (° 16 mai 1933).
  - Philippe Ogouz, acteur, doubleur vocal et metteur en scène français (° 20 novembre 1939).
  - Pierre Péan, journaliste d'enquête et essayiste français (° 5 mars 1938).
- 2021 : Henri Vernes, auteur belge des Bob Morane devenu centenaire (° 16 octobre 1918).
- 2022 :  David Trimble, David Trimble, homme d'État britannique nord-irlandais, ancien chef du parti unioniste d'Ulster, prix Nobel de la paix partagé en 1998 pour l'accord du Vendredi saint (° 15 octobre 1944).
- 2024 : 
  - Inés Ayala Sender, femme politique espagnole (° 28 mars 1957).
  - Pascal Danel, auteur-compositeur-interprète français (° 31 mars 1944).
  - Gérard Deuquet, peintre, auteur de bande dessinée et enseignant belge (° 5 août 1936).
  - Cynthia Griffin Wolff, historienne littéraire et éditrice américaine (° 20 août 1936).
- 2025 : 
  - Guy Green, juriste et magistrat australien (° 26 juillet 1937).
  - Georges Lemoine, homme politique français (° 20 juin 1934).

## Célébrations

### Internationales
- Journée internationale des femmes afro-latines, afro-caribéennes et leurs diasporas[3].
- Maghreb pan-berbère : voir traditions, superstitions etc. ci-après in fine en ce 12 yulyu.

### Nationales
- Brésil : dia Nacional de Tereza de Benguela e da Mulher Negra / jour national de Tereza de Benguela et de la femme noire comme précédemment.
- Galice (Espagne et Union européenne à zone euro) : día nacional de Galicia / jour national de la Galice (voir Saint Jacques le majeur patron de Compostelle ci-après).
- Ōsaka (Japon) : Tenjin matsuri / fête d'Ōsaka Tenman-gū.
- Porto Rico : Commonwealth Constitution Day / journée de la Constitution commémorant la Constitution de l' État libre associé en 1952 ; précédemment journée de l'occupation en souvenir du débarquement des troupes américaines en 1898.
- Tunisie (Union africaine) : fête de la République (voir ci-avant la proclamation de 1957 et par ailleurs anniversaire du décès ultérieur en 2019 du premier président tunisien démocratiquement élu).

### Religieuses
- Mythologie inca : fête du dieu du tonnerre Illapa.
- Fêtes religieuses romaines : furrinalia(e) en l'honneur de Furrina déesse mineure des sources.
- Christianisme : dormition de sainte Anne, mère supposée de la Vierge Marie (date orientale car plutôt le lendemain 26 juillet d'Anne voire les Dormition et Assomption de la Vierge elle-même vers les 15 août occidentaux).

### Saints des Églises chrétiennes

#### Saints des Églises catholiques et orthodoxes
Référencés ci-après in fine, :
- Christophe de Lycie, Saint patron des voyageurs aussi fêté le 21 août en France et le 9 mai en Orient.
- Cucufa de Barcelone, marchand, diacre, évangélisateur et martyr en Catalogne, au début du IVe siècle.
- Glossinde  († 610 ci-avant), religieuse bénédictine messine des VIe et VIIe siècles, fondatrice à Metz de l'abbaye éponyme Sainte-Glossinde.
- Jacques († vers 44) dit Jacques le Majeur, fils d'un certain Zébédée et frère de saint Jean, tous pêcheurs du lac de Capharnaüm et l'un des premiers des 12 apôtres officiels repérés et recrutés par Jésus le Nozaréen, premier d'entre eux connu à subir le martyre par la suite ; les Galiciens et Espagnols assurent depuis le IXe siècle que son corps a été transféré et est enterré à Compostelle / champ des étoiles en Galice ; date occidentale.
  - Cf. les 3 mai avec Saint Philippe pour l'autre apôtre Jacques le mineur, fils d'un Alphée.
- Magnéric de Trèves († 596), évêque de Trèves.
- Nersès Ier le Grand, catholicos d'Arménie de 353 à 373 aussi fêté le 30 septembre en Orient et le 19 novembre par l'Église Arménienne.
- Olympiade († 410), Noble byzantine, fille spirituelle de Jean Chrysostome.
- Théodemir de Cordoue († 851), moine bénédictin espagnol et martyr.

#### Saints et bienheureux des Églises catholiques
référencés ci-après :
- Alphonse Pacheco, Rodolphe Aquaviva, Pierre Berno, Antoine Francisco et François Aranha († 1583), bienheureux, jésuites martyrs en Inde (voir leurs fêtes patronales majeures respectives comme les 1er août, 21 juin, 8 juillet etc.).
- Ángel Darío Acosta Zurita († 1931), bienheureux prêtre mexicain, mort martyr.
- Jean Soreth († 1471), bienheureux moine français de l'Ordre du Carmel (voir les 16 juillet et autres saint(-)Jean).
- Michel-Louis Brulard († 1794), bienheureux prêtre et carme mort martyr, déporté aux Pontons de Rochefort sous la Révolution française (voir le saint archange majeur les 29 septembre).
- Maria Berenice Duque Heckner († 1993), bienheureuse religieuse colombienne, Fondatrice des 'Hermanitas de la Anunciación'
- Carmen Sallés y Barangueras († 1911) religieuse espagnole fondatrice des Conceptionistes Missionnaires de l'Enseignement
- Pierre Corradini († 1490), bienheureux franciscain.

#### Saints orthodoxes?
Outre les saints œcuméniques voire pré-schismatiques ci-avant, aux dates parfois "juliennes" / orientales ...
- Macaire d'Oujensk († 1504), moine

### Prénoms du jour
Bonne fête aux Christophe et ses variantes et dérivés : C(h)ristobal, Christopher, etc. (voir 21 août).
Et aussi aux :
- Jacques et ses variantes et dérivés : Jacquette (8 février), Jacqui (16 octobre), Jacquot, Jacquotte, Jacquou, Jaimie, Jakez, James, Jamie, Jamy, Jim, Jimmy (Jack, Jacky, Jackie à rapprocher plutôt de John, et donc de Jean !?), Giacomo, Jacopo, Jaume, Jaime, Jayme, Iago, Santiago, Thiago, Tiago, etc.
- Olympe et ses variantes : Olympia, Olimpia, etc.
- Valentine et ses variantes et dérivés : Valentia, Valentiane, Titine, etc. (voir 14 février, aux masculins).

## Traditions et superstitions, astrologie voire astronomie
Maghreb pan-berbère : en ce 12 yulyu jusqu'au 1er awusu voire 20 ɣusht (2 septembre), début de la canicule, période où l’on procède à des rites préventifs contre les maladies par aspersion, ablutions et/ou baignades.

### Dictons
- « De glands sera votre porc dépouillé, si à saint-Jacques votre toit est mouillé. »
- « Le vingt-cinq sans pluie, hiver rigoureux.[6] »
- « Pluie violente à la saint-Christophe, peut mener à la catastrophe. »[7]
- « Saint-Jacques, à la pomme, à la poire, donne le sel et le poivre. »
- « Saint Jacques pluvieux, les glands malheureux. »
- « Si le saint Jacques est serein, l’hiver sera dur et chagrin.[6] »
- « Si Saint Jacques l’Apôtre pleure, bien peu de glands il demeure.[6] »
- « Si tu as vu Saint Christophe, tu ne crains aucune catastrophe.[6] »

### Astrologie
Signe du zodiaque : troisième jour du signe astrologique du lion.

## Toponymie
Plusieurs voies, places, sites ou édifices de pays ou régions francophones contiennent cette date sous diverses graphies : voir Vingt-Cinq-Juillet .